# Cassie Sharpe
Cassie Sharpe (født 14. september 1992) er en canadisk freestyle skiløber, som konkurrerer i halfpipe.
Hun vandt guld i disciplinen halfpipe for damer ved vinter-OL 2018.
Cassies lillebror er den professionelle snowboarder Darcy Sharpe.